# Correio do Sul (Bagé)
Correio do Sul foi um jornal diário brasileiro, editado em Bagé (Rio Grande do Sul), que circulou de 1914 até 2008.
Circulava em Bagé e nos municípios vizinhos de Aceguá, Hulha Negra e Candiota, sempre com notícias voltadas à região e à comunidade local.

## Linha editorial e histórico
Passou por reformulações gráficas a partir dos anos 1990, com a capa sendo impressa em policromia. Nos anos 2000, lançou seu sítio na Internet.
Passou por longos períodos de dificuldades econômicas e financeiras, tendo seu funcionamento suspenso em 1994 e 2003. Encerrou novamente as atividades em 31 de dezembro de 2008.
Em março de 2012, o ex-proprietário do Correio do Sul, João Batista Benfica, doou o arquivo fotográfico do jornal (arquivos estes datados de 1914 até 2000, quando o jornal passou a utilizar câmeras digitais) à fototeca do Museu Dom Diogo de Souza, sediado em Bagé.